# 醉花阴
醉花阴，词牌名。为北宋毛滂的自度曲，得名于词中“人在翠阴中”句。
双调五十二字，前后阕各三仄韵，一韵到底。

## 词牌格式
仄仄平平平仄仄，仄仄平平仄。仄仄仄平平，仄仄平平、仄仄平平仄。
仄仄平平平仄仄，仄仄平平仄。仄仄仄平平，仄仄平平、仄仄平平仄。

## 例詞
李清照 重九
薄霧濃雲愁永晝，瑞腦消金獸。佳節又重陽，玉枕紗廚，半夜涼初透。
東籬把酒黃昏後，有暗香盈袖。莫道不消魂，簾卷西風，人比黃花瘦。